# Do menor
Do menor (també dom en la notació europea i Cm en la notació americana) és la tonalitat que té l'escala menor natural a partir de la nota do; així està constituïda per les notes do, re, mi♭, fa, sol, la♭ i si♭. La seva armadura té tres bemolls; en el cas de les escales menors melòdica i harmònica les alteracions addicionals s'afegeixen al costat de les notes i no a l'armadura. El seu relatiu major és la tonalitat de mi♭ major, i la tonalitat homònima és do major.
En el barroc, la música en do menor s'escrivia usualment amb una armadura de dos bemolls, i algunes edicions modernes d'aquell repertori ho fan així. Això era conseqüència del fet que encara persistia l'ambigüitat entre la tonalitat i els modes antics. En aquest cas la tonalitat de do menor, sense el la bemoll, funcionava com el do menor dòric.
Dels dos concerts per a piano que Mozart va escriure en menor, un d'ells està en do menor, el núm. 24, K 491. Do menor ha anat associada amb el caràcter heroic des del temps de Beethoven, i un exemple destacat n'és la seva Simfonia núm. 5. El fet que la Simfonia núm. 1 de Brahms estigués en do menor va contribuir a fer que se la denominés la "desena de Beethoven". Tres de les nous simfonies d'Anton Bruckner estan en do menor.

## Exemples de composicions en l'escala menor

### Composicions clàssiques
- Gran Missa en do menor - Wolfgang Amadeus Mozart
- Simfonia núm. 5 - Ludwig van Beethoven
- Sonata per a piano núm. 8, "Patètica" - Ludwig van Beethoven
- Concert per a piano núm. 2 - Serguei Rakhmàninov
- Estudi Op. 10 núm. 12 "Revolucionari" - Frédéric Chopin
- Simfonia núm. 2, "Ressurrecció" - Gustav Mahler

### Cançons
- Could You Be Loved - Bob Marley
- Desert Rose - Sting
- Get Up, Stand Up - Bob Marley
- Holy Diver - Dio
- It's My Life - Bon Jovi
- Lonely Days - Bee Gees
- Spanish Castle Magic - The Jimi Hendrix Experience
- Parallel Universe - Red Hot Chili Peppers
- Say It Ain't So - Weezer
- To the Moon and Back - Savage Garden
- Toxic - Britney Spears
- Tragedy - Bee Gees
- High Hopes - Pink Floyd
- Survivor - Eye of the Tiger
- Toxicity - System of a Down